# Hørdum Station
Hørdum Station er en  dansk jernbanestation i stationsbyen Hørdum i Thy i Nordjylland..